# چه بلایی بر سر هارکنس آمد؟
چه بلایی بر سر هارکنس آمد؟ (به انگلیسی: What Happened to Harkness?) یک فیلم کمدی بریتانیایی به کارگردانی میلتون روسمر است که در سال ۱۹۳۴ منتشر شد.

## بازیگران
- جیمز فینلیسون
- برمبر ویلس
- جان ترنبال
- والی پچ
- مورلند گراهام
- اوبری مالالیو
- کتلین کلی